# Vízilabda-Európa-bajnokság
A vízilabda-Európa-bajnokság (hivatalos angol nevén LEN European Championships) a vízilabda-válogatottak részére, az Európai Úszószövetség által, kétévente szervezett sportesemény. Az olimpia és a világbajnokság mellett a legfontosabb és legrangosabb nemzetközi vízilabdatorna.

## Története
Az első férfi Eb-t 1926-ban, az első női Eb-t azonban csak 1985-ben rendezték.

1981 óta kétévente került sor a tornára. A Nemzetközi Úszószövetség (FINA) 2001 óta a páratlan esztendőkben rendezi a vízilabda-világbajnokságot (az úszó-világbajnoksággal egyidőben). Az Európai Úszószövetség (LEN) ezért úgy döntött, hogy 2003 után a páros években kerül megrendezésre a vízilabda-Európa-bajnokság.
A 2022-es Európa-bajnokságon 16 férfi és 12 női csapat vehetett részt.
A férfiaknál Magyarország eddig a legsikeresebb, összesen 13 Európa-bajnoki címmel. A nőknél Olaszország és Hollandia nyert a legtöbbször, eddig öt alkalommal. Magyarország női csapata háromszor nyert Európa-bajnokságot.

## Férfi

### Férfi érmesek
1926-ban, valamint 1931 és 1987 között körmérkőzéseken dőlt el az Európa-bajnoki cím sorsa. 1927-ben döntőre került sor.
| Év   | Helyszín                   | Európa-bajnok  | Ezüstérmes                  | Bronzérmes      |
| ---- | -------------------------- | -------------- | --------------------------- | --------------- |
| 1926 | Budapest, Magyarország     | · Magyarország | · Svédország                | · Németország   |
| 1927 | Bologna, Olaszország       | · Magyarország | · Franciaország             | · Belgium       |
| 1931 | Párizs, Franciaország      | · Magyarország | · Németország               | · Ausztria      |
| 1934 | Magdeburg, Németország     | · Magyarország | · Németország               | · Belgium       |
| 1938 | London, Egyesült Királyság | · Magyarország | · Németország               | · Hollandia     |
| 1947 | Torino, Olaszország        | · Olaszország  | · Svédország                | · Belgium       |
| 1950 | Bécs, Ausztria             | · Hollandia    | · Svédország                | · Jugoszlávia   |
| 1954 | Torino, Olaszország        | · Magyarország | · Jugoszlávia               | · Olaszország   |
| 1958 | Budapest, Magyarország     | · Magyarország | · Jugoszlávia               | · Szovjetunió   |
| 1962 | Lipcse, NDK                | · Magyarország | · Jugoszlávia · Szovjetunió | —               |
| 1966 | Utrecht, Hollandia         | · Szovjetunió  | · NDK                       | · Jugoszlávia   |
| 1970 | Barcelona, Spanyolország   | · Szovjetunió  | · Magyarország              | · Jugoszlávia   |
| 1974 | Bécs, Ausztria             | · Magyarország | · Szovjetunió               | · Jugoszlávia   |
| 1977 | Jönköping, Svédország      | · Magyarország | · Jugoszlávia               | · Olaszország   |
| 1981 | Split, Jugoszlávia         | · NSZK         | · Szovjetunió               | · Magyarország  |
| 1983 | Róma, Olaszország          | · Szovjetunió  | · Magyarország              | · Spanyolország |
| 1985 | Szófia, Bulgária           | · Szovjetunió  | · Jugoszlávia               | · NSZK          |
| 1987 | Strasbourg, Franciaország  | · Szovjetunió  | · Jugoszlávia               | · Olaszország   |

1989-től bevezették a bronzmérkőzést és a döntőt.
| Év   | Helyszín                          | Döntő                   | Döntő          | Döntő           | Harmadik helyért | Harmadik helyért | Harmadik helyért   |
| Év   | Helyszín                          | Európa-bajnok           | Eredmény       | Ezüstérmes      | Bronzérmes       | Eredmény         | Negyedik helyezett |
| ---- | --------------------------------- | ----------------------- | -------------- | --------------- | ---------------- | ---------------- | ------------------ |
| 1989 | Bonn, Nyugat-Németország          | · NSZK                  | 10–9 (h.u.)    | · Jugoszlávia   | · Olaszország    | 12–11 (h.u.)     | · Szovjetunió      |
| 1991 | Athén, Görögország                | · Jugoszlávia           | 11–10          | · Spanyolország | · Szovjetunió    | 11–10            | · Olaszország      |
| 1993 | Sheffield, Nagy-Britannia         | · Olaszország           | 11–9           | · Magyarország  | · Spanyolország  | 13–12 (h.u.)     | · Románia          |
| 1995 | Bécs, Ausztria                    | · Olaszország           | 10–8           | · Magyarország  | · Németország    | 11–10            | · Horvátország     |
| 1997 | Sevilla, Spanyolország            | · Magyarország          | 3–2            | · Jugoszlávia   | · Oroszország    | 9–8              | · Horvátország     |
| 1999 | Firenze, Olaszország              | · Magyarország          | 15–12          | · Horvátország  | · Olaszország    | 7–6              | · Görögország      |
| 2001 | Budapest, Magyarország            | · Szerbia és Montenegró | 8–6            | · Olaszország   | · Magyarország   | 12–9             | · Horvátország     |
| 2003 | Kranj, Szlovénia                  | · Szerbia és Montenegró | 9–8 (h.u.)     | · Horvátország  | · Magyarország   | 12–6             | · Oroszország      |
| 2006 | Belgrád, Szerbia                  | · Szerbia               | 9–8            | · Magyarország  | · Spanyolország  | 10–4             | · Románia          |
| 2008 | Málaga, Spanyolország             | · Montenegró            | 6–5 (h.u.)     | · Szerbia       | · Magyarország   | 15–14 (h.u.)     | · Horvátország     |
| 2010 | Zágráb, Horvátország              | · Horvátország          | 7–3            | · Olaszország   | · Szerbia        | 10–8             | · Magyarország     |
| 2012 | Eindhoven, Hollandia              | · Szerbia               | 9–8            | · Montenegró    | · Magyarország   | 12–9             | · Olaszország      |
| 2014 | Budapest, Magyarország            | · Szerbia               | 12–7           | · Magyarország  | · Olaszország    | 11–9             | · Montenegró       |
| 2016 | Belgrád, Szerbia                  | · Szerbia               | 10–8           | · Montenegró    | · Magyarország   | 13–10            | · Görögország      |
| 2018 | Barcelona, Spanyolország          | · Szerbia               | 7–7 (bü.): 5–3 | · Spanyolország | · Horvátország   | 10–8             | · Olaszország      |
| 2020 | Budapest, Magyarország            | · Magyarország          | 9–9 (bü.): 5–4 | · Spanyolország | · Montenegró     | 10–9             | · Horvátország     |
| 2022 | Split, Horvátország               | · Horvátország          | 10–9           | · Magyarország  | · Spanyolország  | 7–6              | · Olaszország      |
| 2024 | Dubrovnik és Zágráb, Horvátország | · Spanyolország         | 11–10          | · Horvátország  | · Olaszország    | 12–7             | · Magyarország     |
| 2026 | Belgrád, Szerbia                  | · [[\|]]                | –              | · [[\|]]        | · [[\|]]         | –                | · [[\|]]           |

### Férfi éremtáblázat
Az alábbi éremtáblázat az 1926 és 2024 között megrendezett férfi Európa-bajnokságok érmeseit tartalmazza.
| Helyezés | Nemzet        | Arany | Ezüst | Bronz | Összesen |
| 1.       | Magyarország  | 13    | 7     | 6     | 26       |
| 2.       | Szerbia       | 8     | 9     | 5     | 22       |
| 3.       | Oroszország   | 5     | 3     | 3     | 11       |
| 4.       | Olaszország   | 3     | 2     | 7     | 12       |
| 5.       | Németország   | 2     | 4     | 3     | 9        |
| 6.       | Horvátország  | 2     | 3     | 1     | 6        |
| 7.       | Spanyolország | 1     | 3     | 4     | 8        |
| 8.       | Montenegró    | 1     | 2     | 1     | 4        |
| 9.       | Hollandia     | 1     | 0     | 1     | 2        |
| 10.      | Svédország    | 0     | 3     | 0     | 3        |
| 11.      | Franciaország | 0     | 1     | 0     | 1        |
| 12.      | Belgium       | 0     | 0     | 3     | 3        |
| 13.      | Ausztria      | 0     | 0     | 1     | 1        |
|          |               |       |       |       |          |
| Összesen | Összesen      | 36    | 37    | 35    | 108      |

1. ↑  A korábbi Jugoszlávia hivatalos jogutódja Szerbia és Montenegró, illetve Szerbia.
2. ↑  A korábbi Szovjetunió hivatalos jogutódja Oroszország.
3. ↑  Németország a korábbi NSZK és NDK eredményeivel együtt van feltüntetve.

## Női

### Női érmesek
1985-ben és 1987-ben körmérkőzéseken dőlt el az Európa-bajnoki cím sorsa. 1989-től bevezették a bronzmérkőzést és a döntőt.
| Év   | Helyszín                  | Döntő           | Döntő       | Döntő           | Harmadik helyért | Harmadik helyért | Harmadik helyért   |
| Év   | Helyszín                  | Európa-bajnok   | Eredmény    | Ezüstérmes      | Bronzérmes       | Eredmény         | Negyedik helyezett |
| ---- | ------------------------- | --------------- | ----------- | --------------- | ---------------- | ---------------- | ------------------ |
| 1985 | Oslo, Norvégia            | · Hollandia     | körmérkőzés | · Magyarország  | · NSZK           | körmérkőzés      | · Norvégia         |
| 1987 | Strasbourg, Franciaország | · Hollandia     | körmérkőzés | · Magyarország  | · Franciaország  | körmérkőzés      | · NSZK             |
| 1989 | Bonn, Nyugat-Németország  | · Hollandia     | 14–11       | · Magyarország  | · Franciaország  | 10–9 (h.u.)      | · Olaszország      |
| 1991 | Athén, Görögország        | · Magyarország  | 11–8        | · Hollandia     | · Olaszország    | 9–5              | · Franciaország    |
| 1993 | Leeds, Nagy-Britannia     | · Hollandia     | 13–8        | · Oroszország   | · Magyarország   | 8–7              | · Olaszország      |
| 1995 | Bécs, Ausztria            | · Olaszország   | 7–5         | · Magyarország  | · Hollandia      | 8–3              | · Görögország      |
| 1997 | Sevilla, Spanyolország    | · Olaszország   | 6–5         | · Oroszország   | · Hollandia      | 10–5             | · Spanyolország    |
| 1999 | Prato, Olaszország        | · Olaszország   | 10–9 (h.u.) | · Hollandia     | · Oroszország    | 7–5              | · Magyarország     |
| 2001 | Budapest, Magyarország    | · Magyarország  | 10–8        | · Olaszország   | · Oroszország    | 8–5              | · Görögország      |
| 2003 | Ljubljana, Szlovénia      | · Olaszország   | 6–5         | · Magyarország  | · Oroszország    | 7–6              | · Hollandia        |
| 2006 | Belgrád, Szerbia          | · Oroszország   | 12–10       | · Olaszország   | · Magyarország   | 12–11            | · Spanyolország    |
| 2008 | Málaga, Spanyolország     | · Oroszország   | 9–8         | · Spanyolország | · Magyarország   | 9–6              | · Olaszország      |
| 2010 | Zágráb, Horvátország      | · Oroszország   | 11–6        | · Görögország   | · Hollandia      | 14–12            | · Olaszország      |
| 2012 | Eindhoven, Hollandia      | · Olaszország   | 13–10       | · Görögország   | · Magyarország   | 9–8              | · Oroszország      |
| 2014 | Budapest, Magyarország    | · Spanyolország | 10–5        | · Hollandia     | · Magyarország   | 10–9             | · Olaszország      |
| 2016 | Belgrád, Szerbia          | · Magyarország  | 9–7         | · Hollandia     | · Olaszország    | 10–9             | · Spanyolország    |
| 2018 | Barcelona, Spanyolország  | · Hollandia     | 6–4         | · Görögország   | · Spanyolország  | 12–6             | · Magyarország     |
| 2020 | Budapest, Magyarország    | · Spanyolország | 13–12       | · Oroszország   | · Magyarország   | 10–8             | · Hollandia        |
| 2022 | Split, Horvátország       | · Spanyolország | 9–6         | · Görögország   | · Olaszország    | 16–13            | · Hollandia        |
| 2024 | Eindhoven, Hollandia      | · Hollandia     | 8–7         | · Spanyolország | · Görögország    | 7–6              | · Olaszország      |
| 2026 | Funchal, Portugália       | · [[\|]]        | –           | · [[\|]]        | · [[\|]]         | –                | · [[\|]]           |

### Női éremtáblázat
Az alábbi éremtáblázat az 1985 és 2024 között megrendezett női Európa-bajnokságok érmeseit tartalmazza.
| Helyezés | Nemzet        | Arany | Ezüst | Bronz | Összesen |
| 1.       | Hollandia     | 6     | 4     | 3     | 13       |
| 2.       | Olaszország   | 5     | 2     | 3     | 10       |
| 3.       | Magyarország  | 3     | 5     | 6     | 14       |
| 4.       | Oroszország   | 3     | 3     | 3     | 9        |
| 5.       | Spanyolország | 3     | 2     | 1     | 6        |
| 6.       | Görögország   | 0     | 4     | 1     | 5        |
| 7.       | Franciaország | 0     | 0     | 2     | 2        |
| 8.       | Németország   | 0     | 0     | 1     | 1        |
|          |               |       |       |       |          |
| Összesen | Összesen      | 20    | 20    | 20    | 60       |